# (16958) Клаасен
(16958) Клаасен (лат. Klaasen) — астероид, относящийся к группе астероидов пересекающих орбиту Марса. Он был открыт 2 августа 1998 года в рамках проекта LONEOS в Андерсон-Меса и назван в честь американского астронома и геоморфолога Кеннета Клаасена (англ. Kenneth P. Klaasen).

Орбита астероида Клаасен и его положение в Солнечной системе